# Central (Arizona)
Central – jednostka osadnicza w Stanach Zjednoczonych, w stanie Arizona, w hrabstwie Graham.